# 霧島山

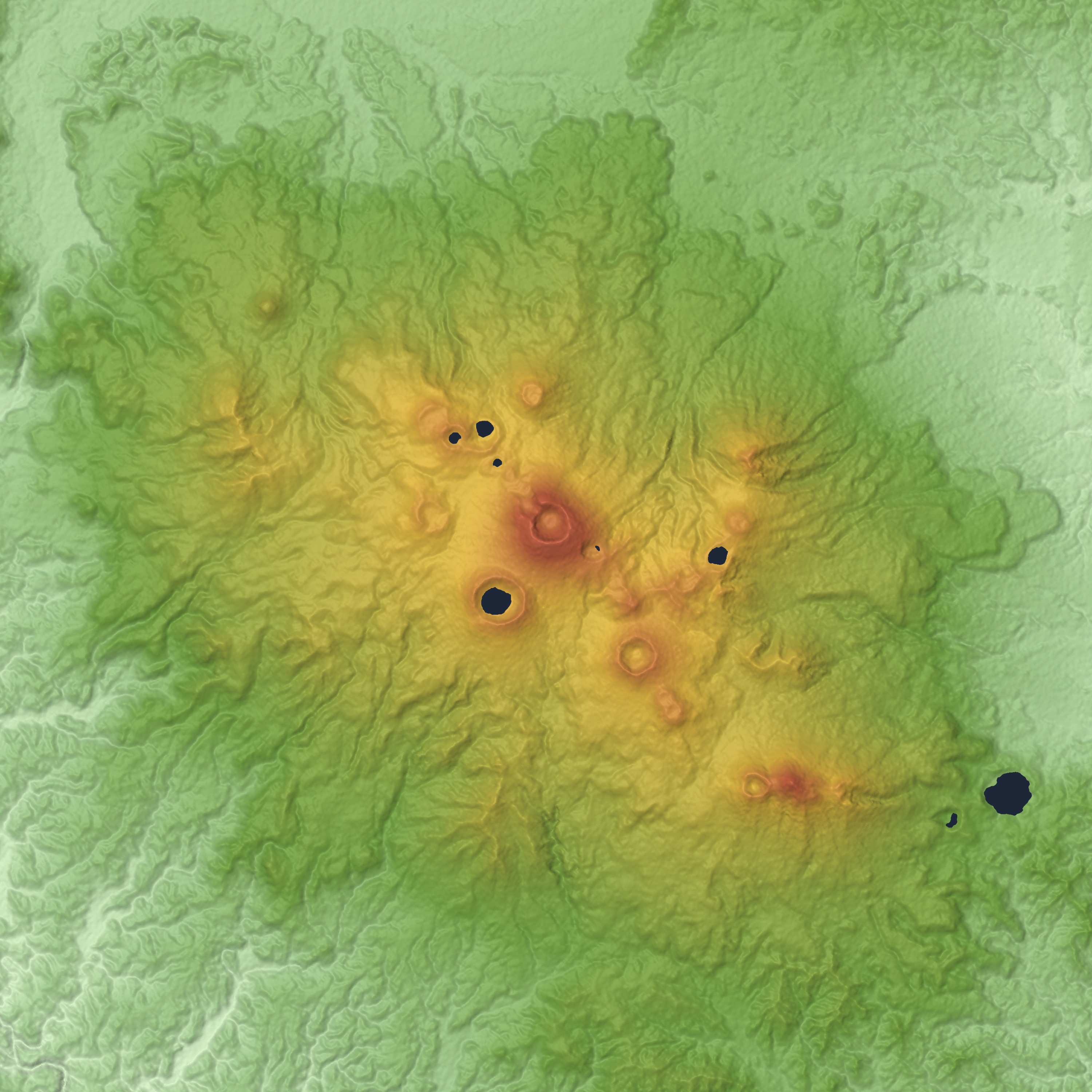
霧島火山の火山体地形図

霧島山（きりしまやま）は、九州南部の宮崎県と鹿児島県県境付近に広がる火山群の総称。霧島連山、霧島連峰、霧島山地あるいは霧島火山群とも呼ばれる。

## 概要
最高峰の韓国岳（標高1,700 m）と、霊峰高千穂峰（標高1,574 m）の間や周辺に山々が連なって山塊を成している。
有史以降も噴火を繰り返す活火山（気象庁の活火山ランク付けはB）であり、特に新燃岳と御鉢では活発な火山活動が続いている。火山噴火予知連絡会によって火山防災のために監視・観測体制の充実等の必要がある火山に選定されている。

## 地理
北海道の大雪山と同様に霧島山という固有の山はなく、個々の山岳はそれぞれ個別の名称で呼ばれる。山岳群に加えて大小の湖沼群を抱え、高千穂河原やえびの高原、霧島温泉郷などの観光地に恵まれる。山塊の中心部は霧島錦江湾国立公園（霧島地域）に指定されている。日本百名山、日本百景の一つであり、2010年9月にはジオパークの一つとして認定された。
北部は加久藤盆地、北東部は小林盆地、南東部は都城盆地、南部は高隈山地と姶良台地（シラス台地）、南西部は北薩火山群、北西部は肥薩火山群に隣接する。宮崎県えびの市、小林市、高原町、都城市、鹿児島県霧島市、湧水町にまたがる。
日本でも有数の多雨地域であり、年間降水量は4,500ミリメートル以上に達し、このうち約半分は6月から8月に集中している。霧島山の北東山麓は古くから馬の産地として知られており、薩摩藩も多くの牧場を所有していた。明治維新後も多くの国営牧場が設置され軍馬が産出された。第二次世界大戦後は民間に払い下げられ牛や豚による畜産が盛んな地域となっている。また、茶（鹿児島茶）の栽培も盛んである。

## 地質
火山群は大まかに北西から南東の方向へ並ぶ傾向を示しており、大浪池や韓国岳などを含む北西部（韓国群）と高千穂峰や新燃岳などを含む南東部（高千穂群）に分けられる。地熱が豊富であり、霧島温泉郷などの温泉地に恵まれ大霧発電所では発電にも利用されている。硫化水素や二酸化炭素を噴出する噴気孔が散在する。「霧島火山群」として日本の地質百選に選定されている。

### 形成史
四万十層群と呼ばれる地層と、その上に重なっている第三紀火山岩が基盤となっている。火山活動は、約60万年前以前の活動、約60万 - 約33万年前の古期霧島火山、約33万年前以降の新期霧島火山に分けられる。

#### 約60万年前以前の活動
南九州を噴出源とする供給源不明の噴出物として、鷺瀬火砕流（約87万年前）、下門（桑の丸・樋脇）火砕流（約60万年前）などの軽石流やテフラが存在している。

#### 古期霧島火山
現在霧島火山が給源と考えられる最古のテフラ（秋社川降下テフラ群・約55万年前）から、加久藤火砕流の噴出（約33万年前）までを古期霧島火山と定義されている。この期間は、約52万年前に小林火砕流の噴出（156DRE km3）及び小林カルデラの形成、約33万年前に加久藤火砕流の噴出（50 - 156DRE km3）及び加久藤カルデラの形成などの火山活動が発生した。

#### 新期霧島火山
加久藤火砕流の噴出から現在までを新期霧島火山と定義している。

大噴火を起こした加久藤カルデラの南縁付近で火山活動が繰り返され、約30万年前から約13万年前にかけて主に安山岩から成る栗野岳、湯ノ谷岳、古烏帽子岳、獅子戸岳、矢岳などが形成された。

約13万年前に白鳥山や蝦野岳などがつくられた後は活動が東西に分かれ、西部では大浪池、韓国岳、甑岳などが、東部では大幡山、夷守岳、二子石、中岳、新燃岳、高千穂峰などが形成されている。この期間は、えびの岳火山での噴火（2.3 km3 DRE）、約4.5万年前に大浪池での噴火（2.9 km3 DRE）、約7600年前に古高千穂峰での噴火（2.11 km3 DRE）、約4600年前に御池での噴火（1 km3 DRE）などの活動を起こした。完新世に入ってからも大幡池や御池などの噴火があった。有史以降の噴火活動は御鉢と新燃岳に集中しており、御鉢では玄武岩質安山岩～玄武岩、新燃岳では安山岩～デイサイトのマグマを中心に噴出している。近世になってからは韓国岳の北西に硫黄山が形成されている。

## 生物
日本本土最南端の高山地帯であり火山地帯でもあるという特徴的な地域のため、明治初期から昭和初期にかけて多くの植物学者が訪れた。このためキリシマエビネ、キリシマノガリヤス、キリシマスズなど多くの植物が霧島山で最初に同定されている。日本において霧島山を南限とする植物はカツラ、ヒノキ、ウラジロノキなど100種以上あるのに対して、霧島山を北限とする植物はツクシチドリとツクシヒメアリドウシランの2種のみである。霧島山にのみ自生する固有種として、ノカイドウやクモイコゴメグサなどがある。
植生分布は、最高峰の韓国岳山頂付近にミヤコザサやコツクバネウツギ、標高1,500メートル付近にススキやミヤマキリシマ、標高1,400メートル付近にヤシャブシやマイヅルソウ、標高1,200メートル付近にアカマツ、標高1,100メートル付近にモミやツガなどが多く見られる。特にミヤマキリシマは標高700メートル以上の日当たりの良い場所に広く分布する。
ホオジロ、アオゲラ、シカ等の野生動物が生息しており、国指定霧島鳥獣保護区（大規模生息地）に指定されている（面積11,364 ha、うち特別保護地区1,884 ha）。多様な生物が見られる貴重な場所として森林生物遺伝資源保存林にも指定されている。一方で、野生のシカが増えすぎ樹皮を食べられて立ち枯れする樹木も出るなど問題となっており、観光客が餌付けをしないよう呼びかけが行われている。
湖沼が多いため水鳥が多く見られる。最も多い種はマガモとカルガモであり、ヒヨドリとアトリも多い。ヒヨドリは春と秋に多く見られることから渡りの中継地になっていると考えられている。

## 歴史
下船場
古代においては天孫降臨説話の舞台とされ、高千穂峰の山頂には天孫降臨に際して逆さに突きたてたという天の逆鉾が立てられている。「霧島」が最初に文献に登場するのは837年（承和4年）8月の続日本紀であり、諸県郡の霧島岑神社を官社とする旨が書かれている。
「霧島」の語源はこの地を遠望すると、韓国岳をはじめとする霧島連山が、霧の海に浮かぶ島のように見えることからという説。また、建国神話の舞台、高千穂峰に天孫降臨があったとき、霧が深く、物の姿がわからなかったため、神に祈り、高天原（たかまがはら）から持参した稲穂をまいたところ、たちまち霧が晴れたという故事からきたという説もある。他に、イザナギがカグツチを斬った故事にちなんで「切り嶼（きりしま）」と名付けられたとする説や、火山活動による噴煙を霧に見立てたとする説などがある。
古代から山岳信仰の対象となっており、中世においては修験道の霊山であった。10世紀中頃に性空が修行に訪れ、山中の様々な場所に分散していた信仰を天台修験の体系としてまとめ、霧島六社権現として整備した。軍神であるヤマトタケルを祀っていたことから、南北朝時代に勢力を伸ばした島津氏に信仰され、九州南部各地に霧島神社が建てられた。
近世に入って1714年（正徳4年）に霧島山南西部で硫黄谷温泉（霧島温泉郷）が発見され温泉保養地として知られるようになった。1866年には坂本龍馬・おりょう夫婦が新婚旅行に訪れている。1929年（昭和4年）には林田熊一が林田温泉を開発し、1934年3月16日に日本で最初の国立公園（霧島国立公園）に指定された。1950年代後半になると、えびの高原や高千穂河原が登山拠点として整備され多くの登山者が訪れるようになった。

## 伝説
霧島山山中に仙人の住む仙境があるという伝説がある。また、特に霧島神宮周辺に見られる神秘的な現象は霧島の七不思議と呼ばれている。

### 霧島の七不思議
蒔かずの種
山中で種を蒔かないのに陸稲が生えることがある。これは天孫降臨の際に高天原からもたらされた種によるものとされている。
文字岩
霧島神宮の西方に体積10立方メートルの大岩があり、10センチメートル程度の隙間がある。手を入れることの難しい狭い隙間であるにもかかわらず内側に梵字が彫られている。
亀石
霧島神宮の旧参道に亀に似た石がある。
風穴
霧島神宮の旧参道に風が吹き出す岩穴がある。
御手洗川（みたらしがわ）
冬期には涸れ、5月頃から大量の水がわき出す川。天孫降臨の際に高天原からもたらされた真名井の水が含まれているといわれている。
両度川
6月頃から9月頃までの間のみ流れる川。数日の間隔を置いて2度流れることから両度川と呼ばれる。
夜中の神楽
霧島神宮が現在の場所に遷宮された時、深夜に聞こえるはずのない神楽の音を多くの人が聞いたといわれる。

## 山岳・湖沼・観光地の一覧
| 名称               | 標高                                      | 備考                                                                                       |
| ------------------ | ----------------------------------------- | ------------------------------------------------------------------------------------------ |
| 栗野岳             | 1,094 m                                   | 霧島山の西端にある古い火山群                                                               |
| 飯盛山             | 846 m                                     |                                                                                            |
| 蝦野岳（えびの岳） | 1,292 m                                   | 白鳥山の上に生じた側火山。                                                                 |
| 白鳥山             | 1,363 m                                   |                                                                                            |
| えびの高原         | 1,200 m                                   | 蝦野岳、白鳥山、韓国岳に囲まれた高原。                                                     |
| 白紫池             | 1,272 m                                   | 白鳥山の火口湖。近年まで天然スケートリンクだった。                                         |
| 六観音御池         | 1,198 m                                   | マール。                                                                                   |
| 不動池             | 1,228 m                                   | 濃い青色を呈する火口湖。                                                                   |
| 甑岳               | 1,301 m                                   | 山頂部に平坦な湿原、山腹に針葉樹林を抱える火山。                                           |
| 韓国岳             | 1,700 m                                   | 霧島山の最高峰。                                                                           |
| 硫黄山             | 1,317 m>                                  | 1768年（明和5年）の噴火によって形成された。かつて硫黄の鉱山があった。                      |
| 大浪池             | 1,412 m（山の標高） 1,239 m（水面の標高） | 4万年前以前に活動した古い火口の跡。                                                        |
| 霧島温泉郷         |                                           | 霧島山の南側斜面に散在する温泉群の総称。                                                   |
| 琵琶池             |                                           |                                                                                            |
| 夷守岳             | 1,344 m                                   | 生駒富士とも呼ばれる秀峰。                                                                 |
| 大幡池             | 1,230 m                                   | マール。                                                                                   |
| 大幡山             | 1,353 m                                   |                                                                                            |
| 獅子戸岳           | 1,428 m                                   | 姿が獅子が丸まったような形をしていることから。                                             |
| 新燃岳             | 1,421 m                                   | 数回の噴火記録があり、御鉢と交互に噴火活動をする。最近の噴火は2018年3月。                  |
| 湯ノ谷岳           |                                           |                                                                                            |
| 烏帽子岳           | 988 m                                     |                                                                                            |
| 矢岳               | 1,132 m                                   |                                                                                            |
| 龍王岳             | 1,175 m                                   |                                                                                            |
| 中岳               | 1,332 m                                   |                                                                                            |
| 高千穂河原         | 970 m                                     | かつて霧島神宮があった場所。霧島山の登山拠点の一つ。                                       |
| 御鉢               | 1,408 m                                   | 高千穂峰の側火山。多数の噴火記録があり、最近の噴火は1923年。新燃岳と交互に噴火活動をする。 |
| 高千穂峰           | 1,574 m                                   | 天孫降臨の地とされる霊峰。                                                                 |
| 二子石（二ツ石）   | 1,320 m                                   | 高千穂峰の側火山。火口の地形は残っていない。                                               |
| 小池               |                                           |                                                                                            |
| 御池               | 305 m                                     | マール。                                                                                   |

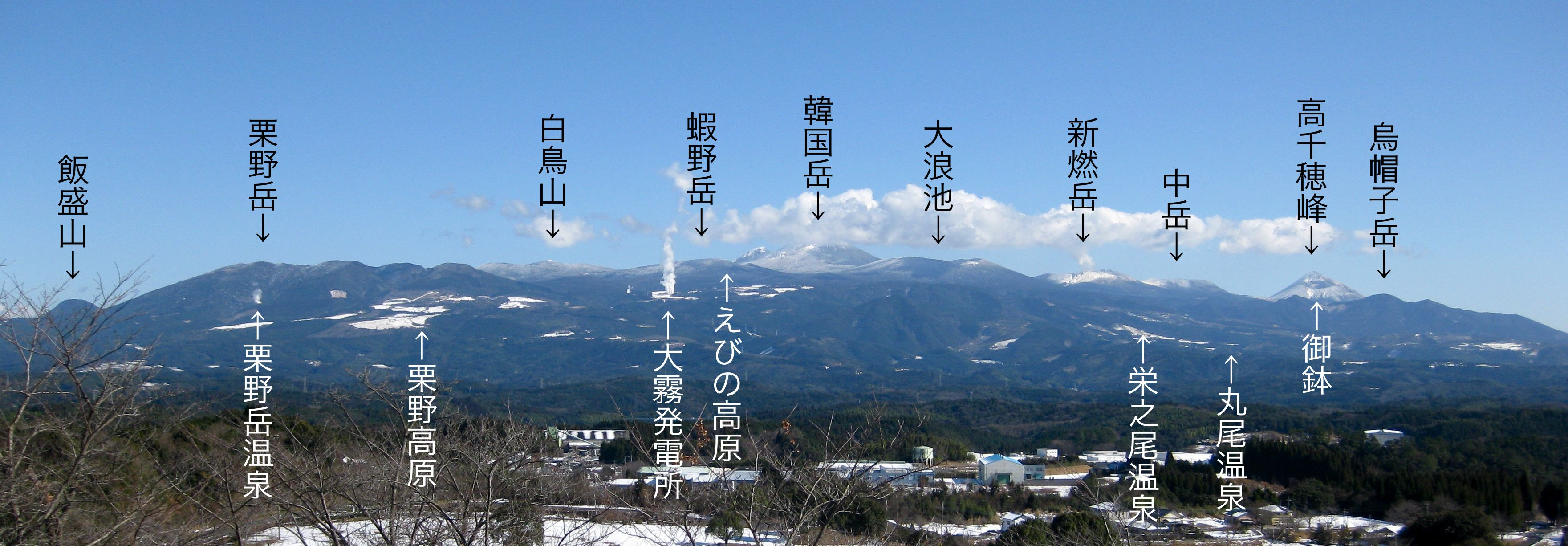
西方（霧島市横川町丸岡）から見た霧島山
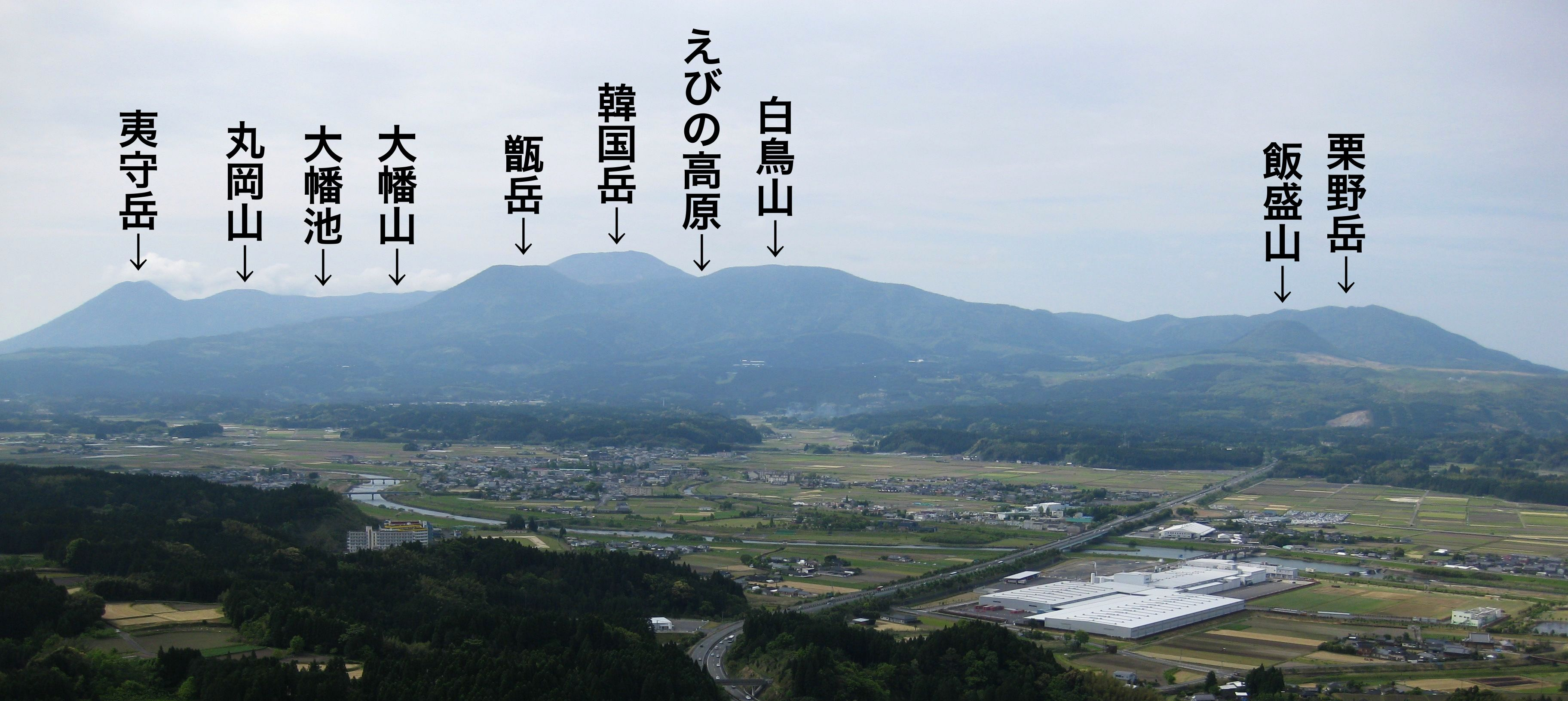
北方（えびの市霧の大橋）から見た霧島山
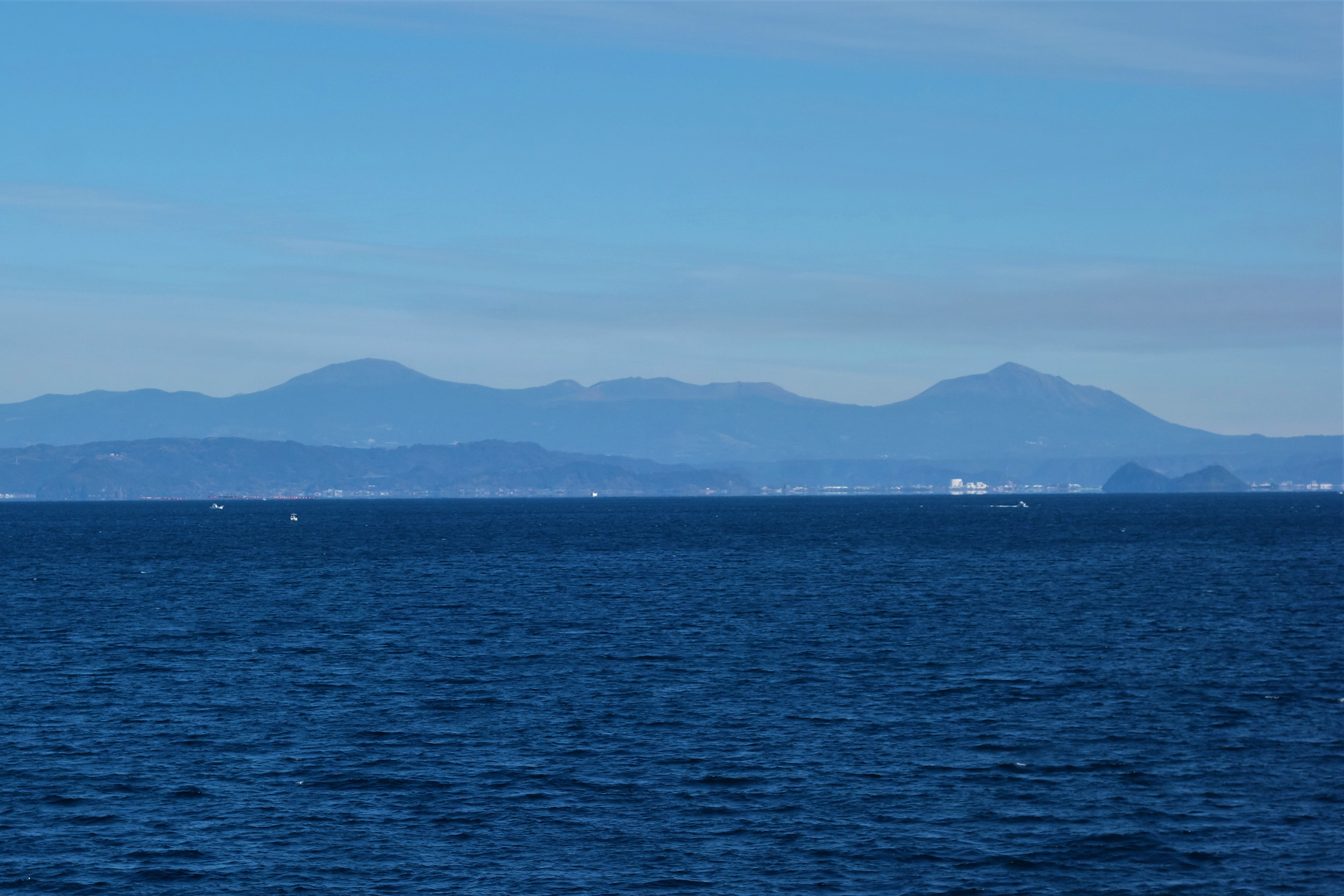
桜島フェリーから眺めた霧島山

## 参考画像

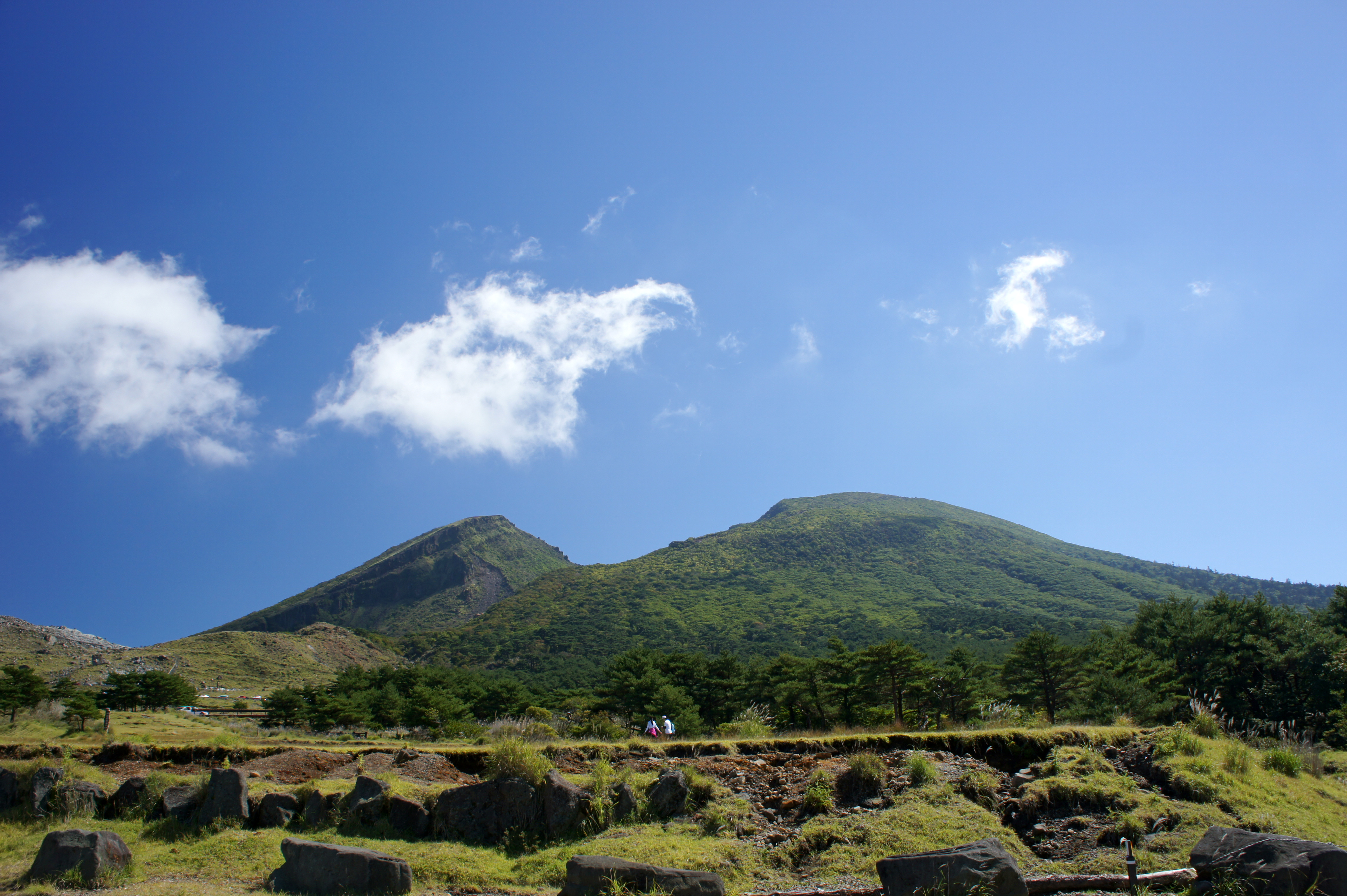
えびの高原と韓国岳
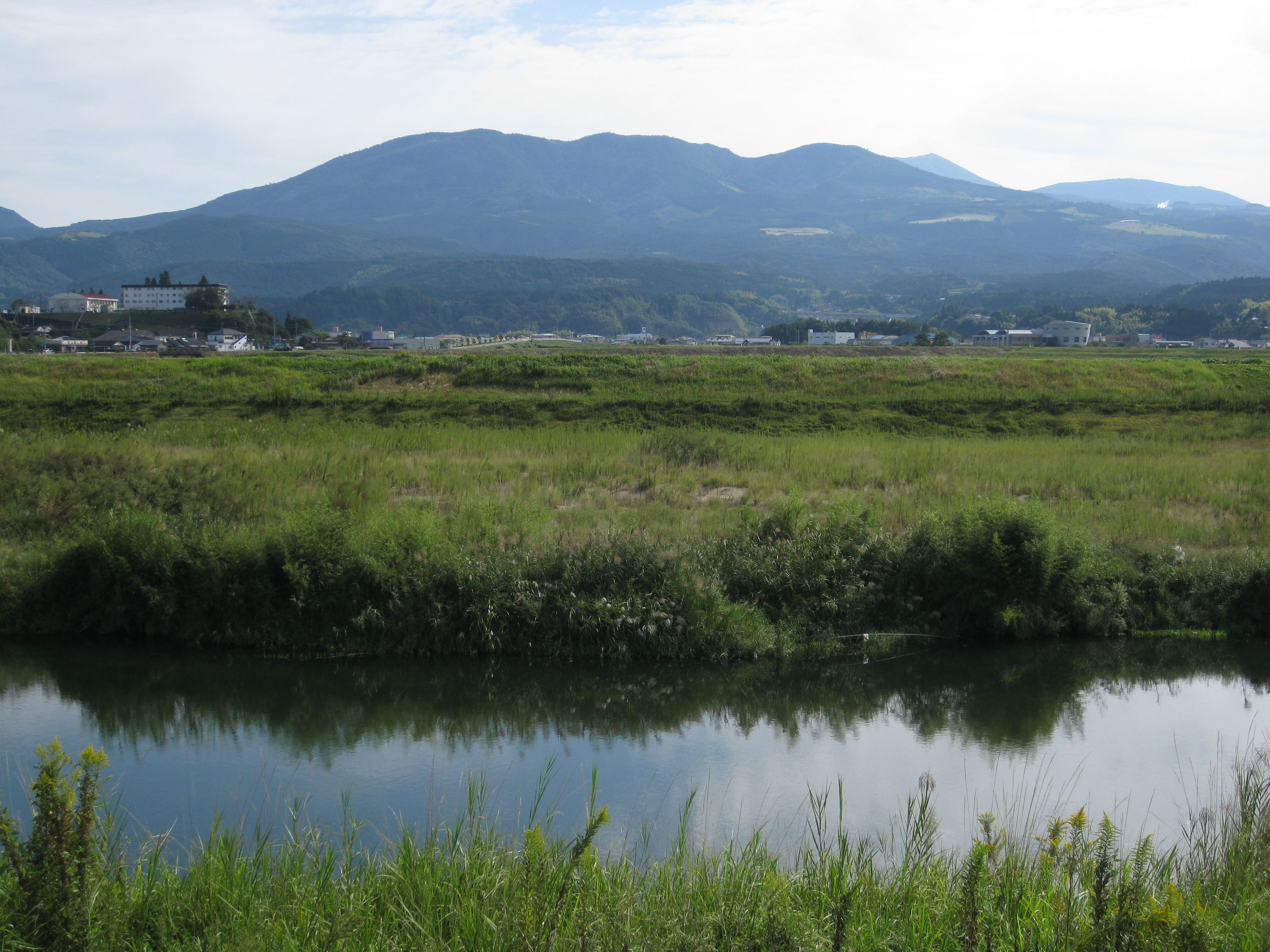
栗野岳
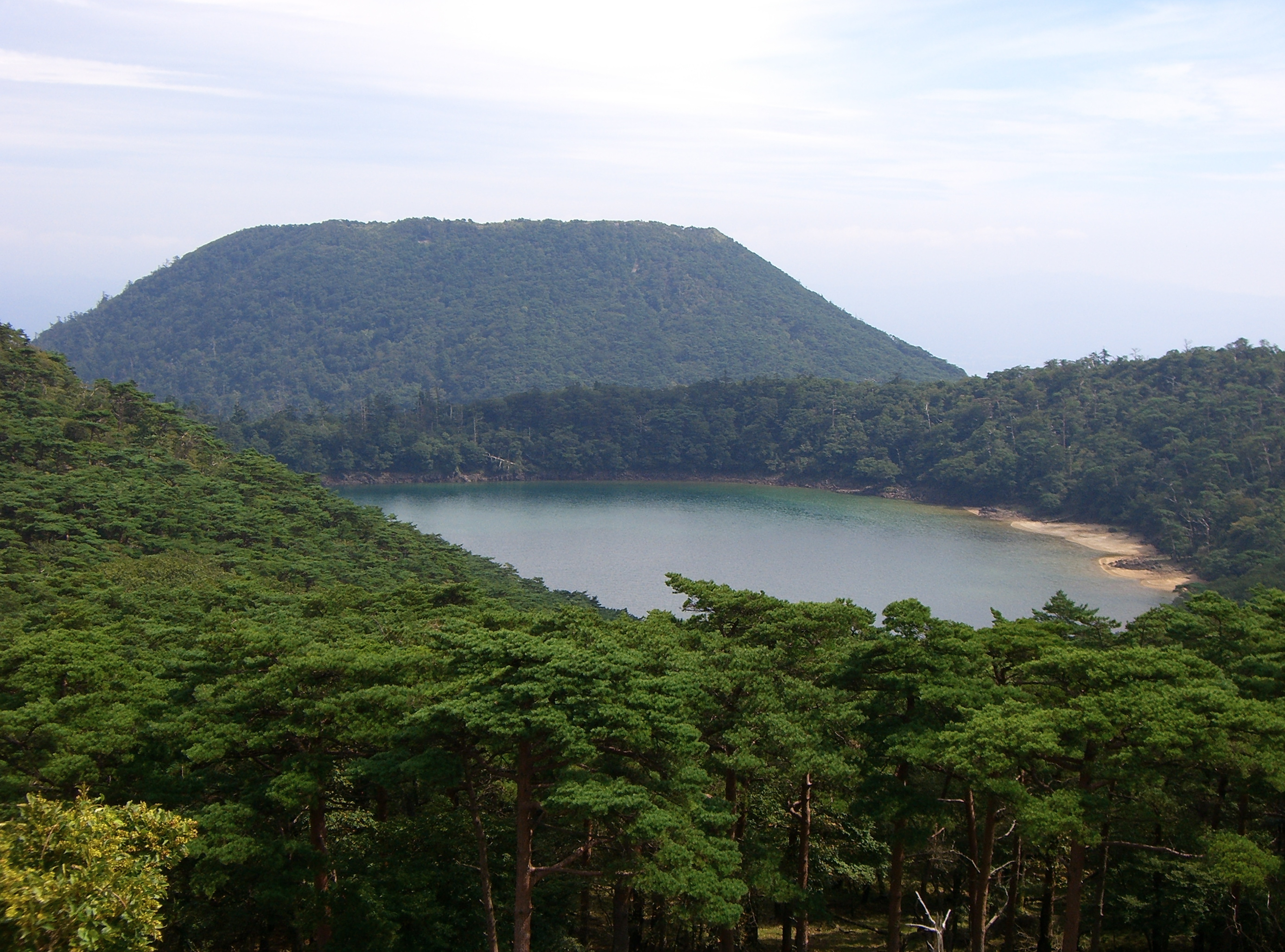
甑岳と六観音御池
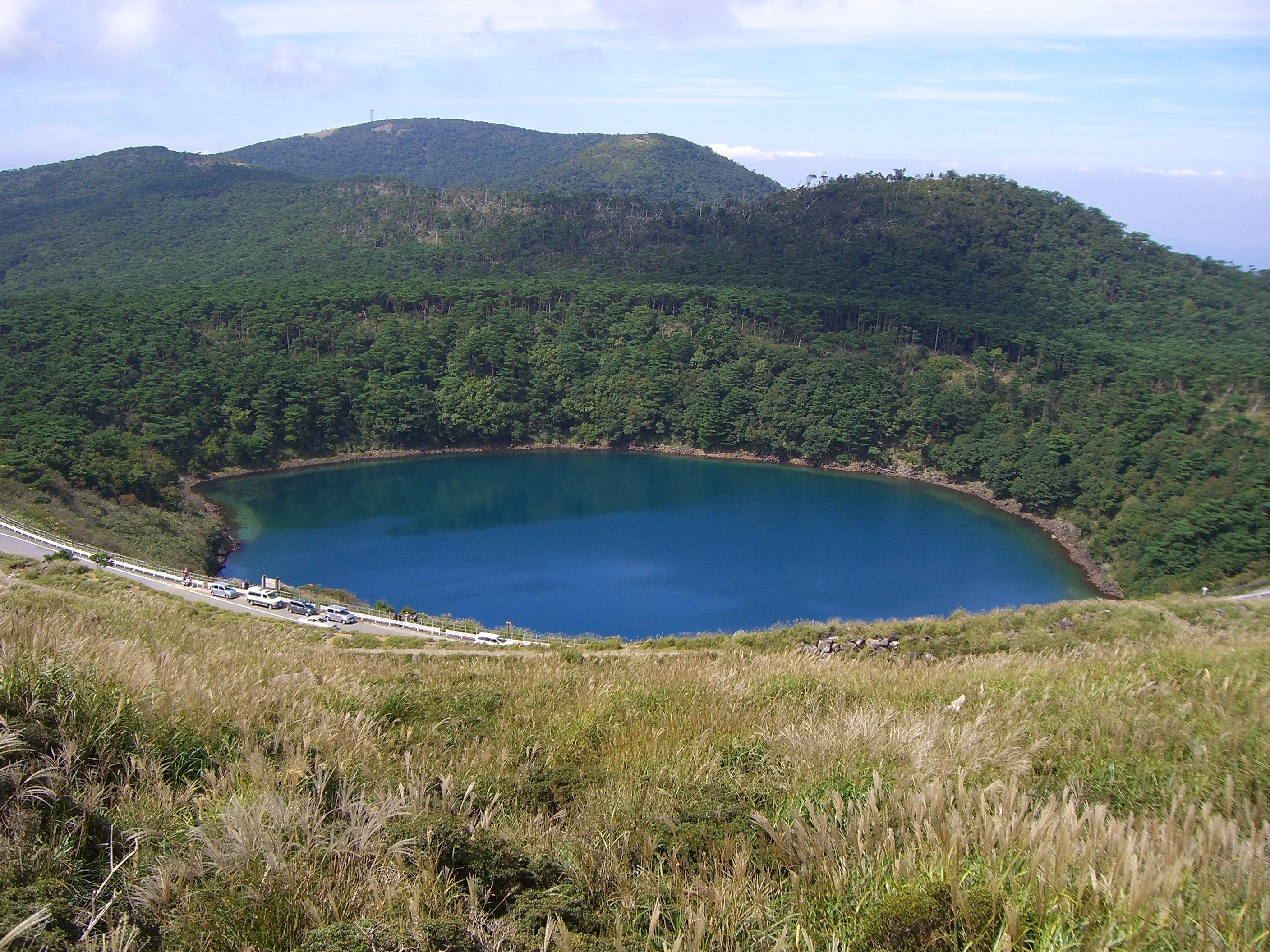
不動池
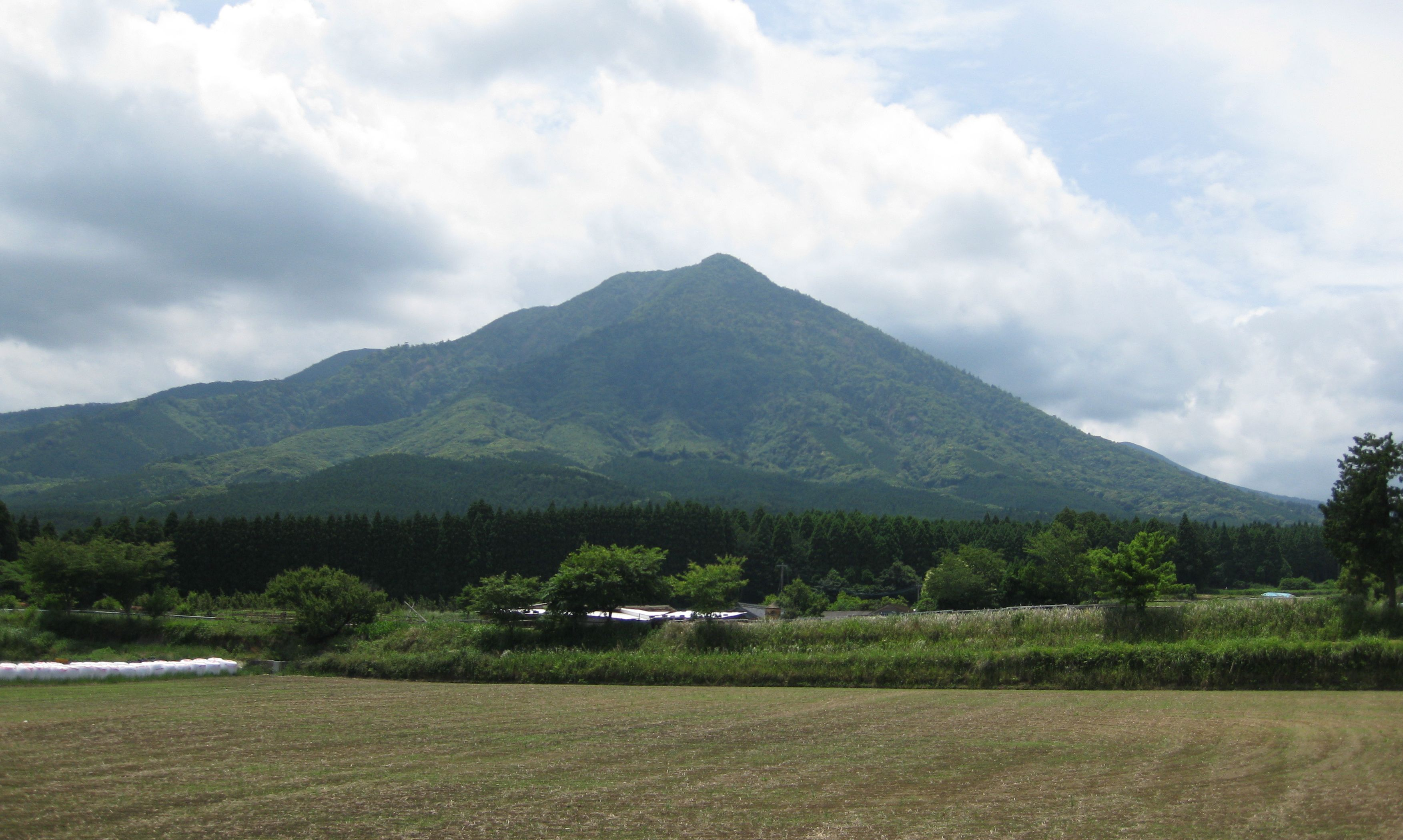
夷守岳
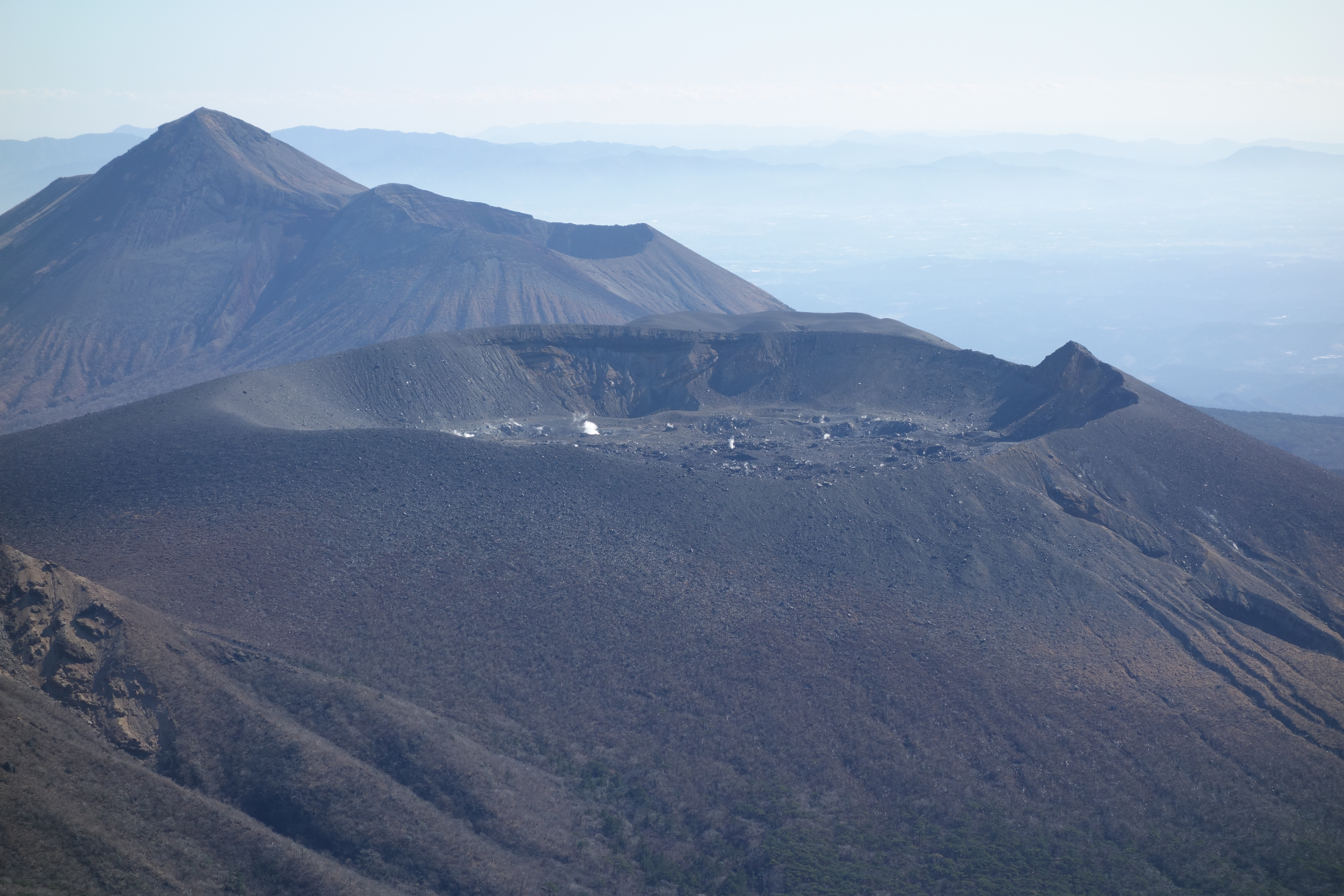
新燃岳
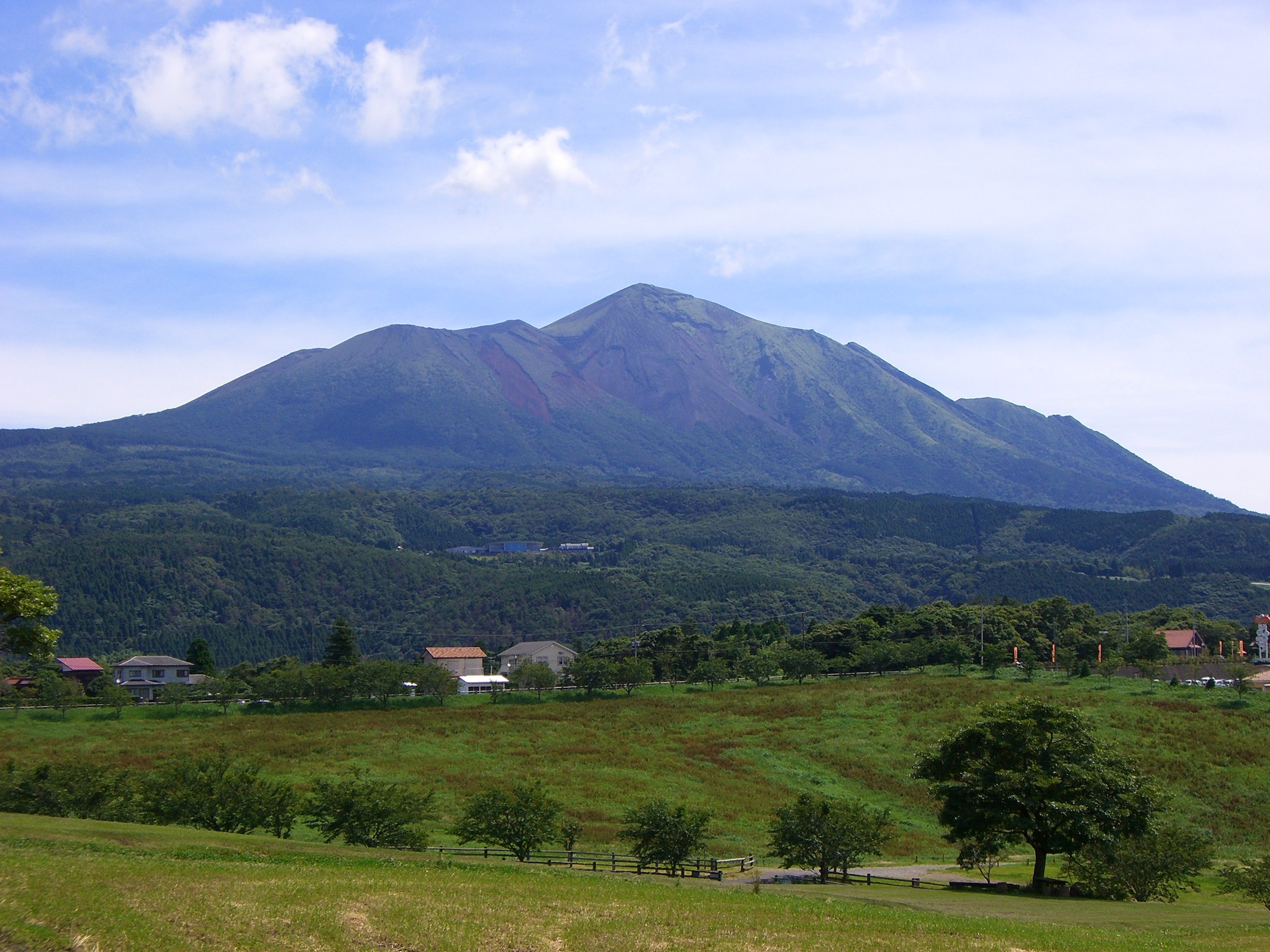
高千穂峰
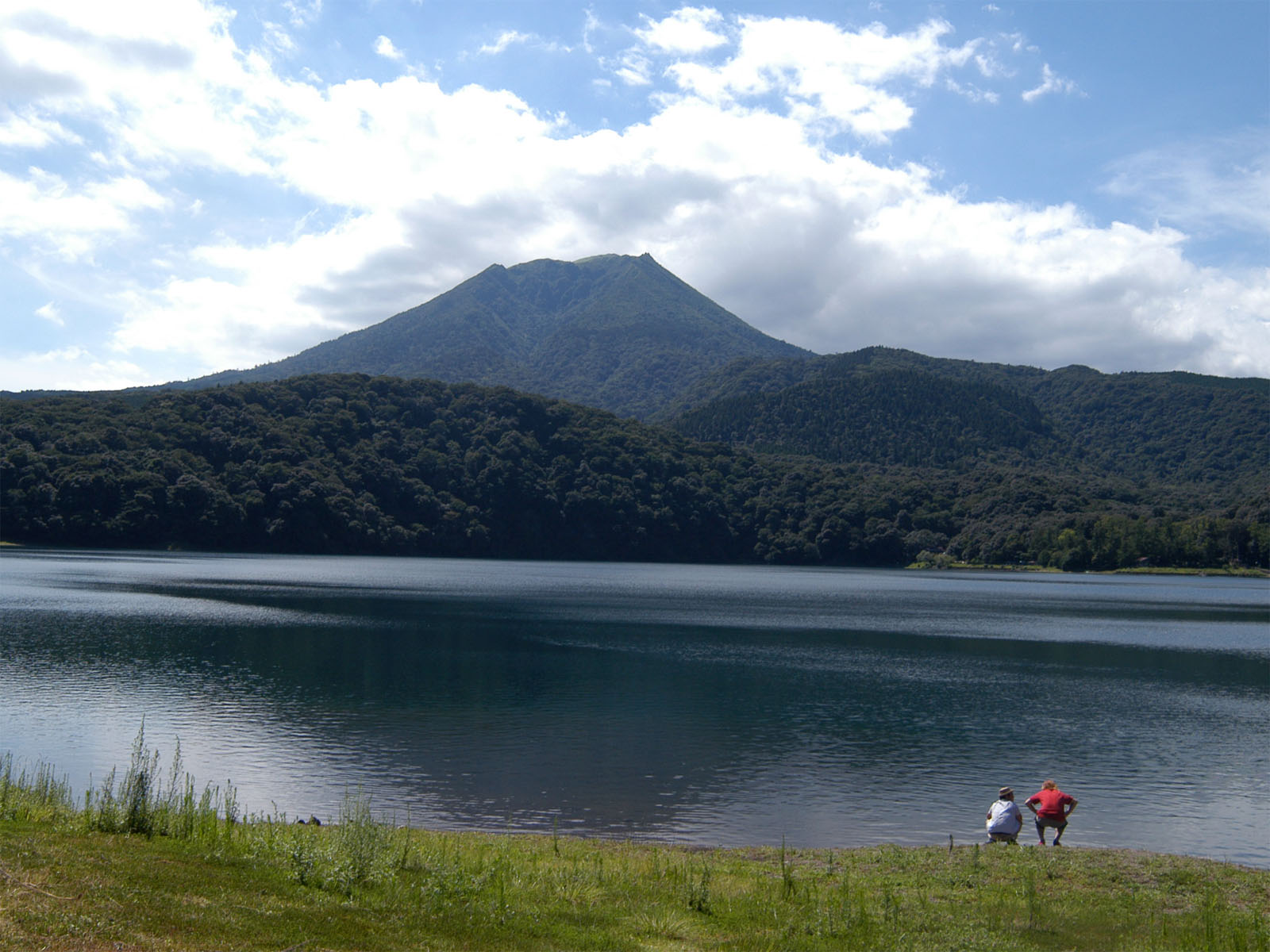
御池と高千穂峰
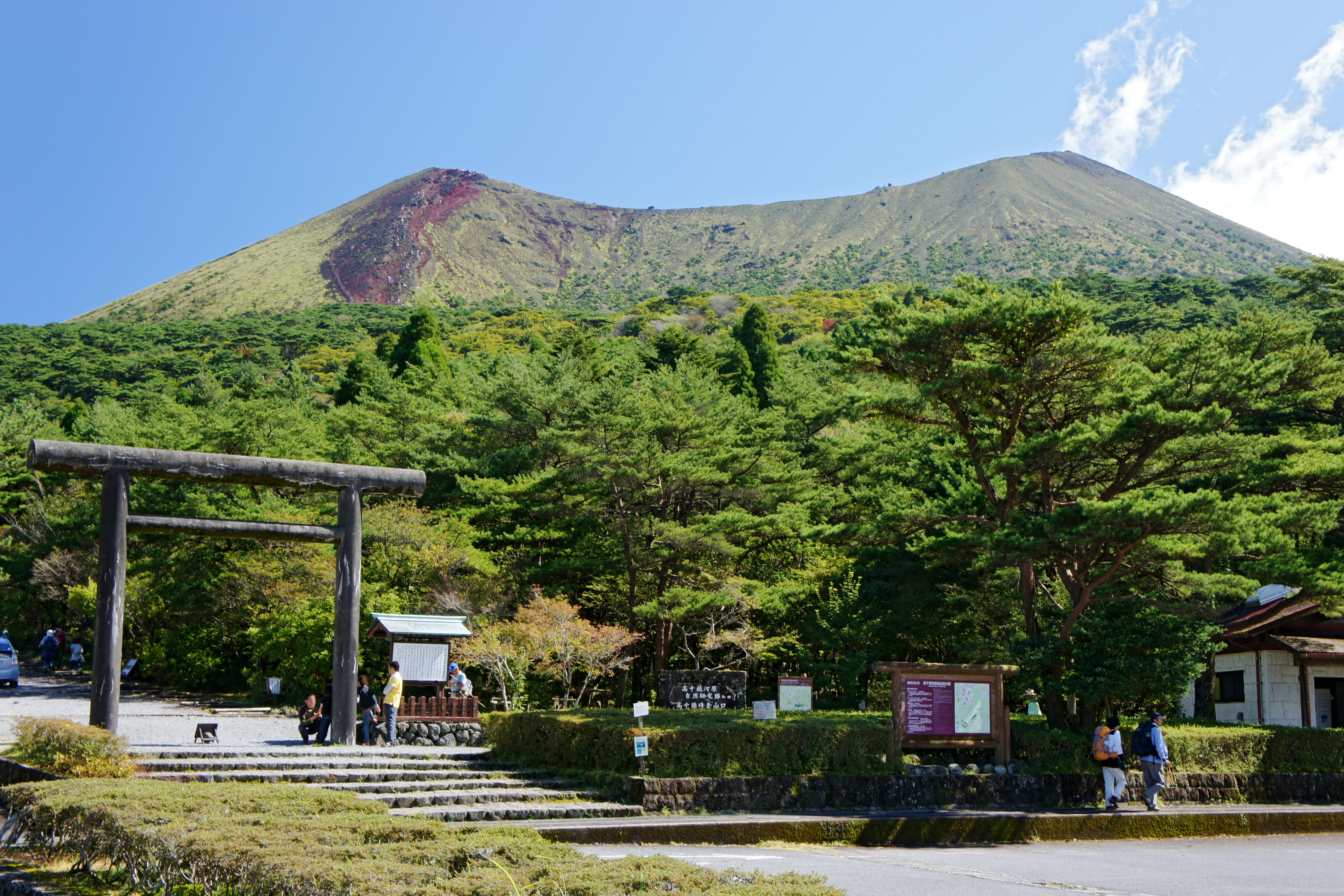
高千穂河原と御鉢
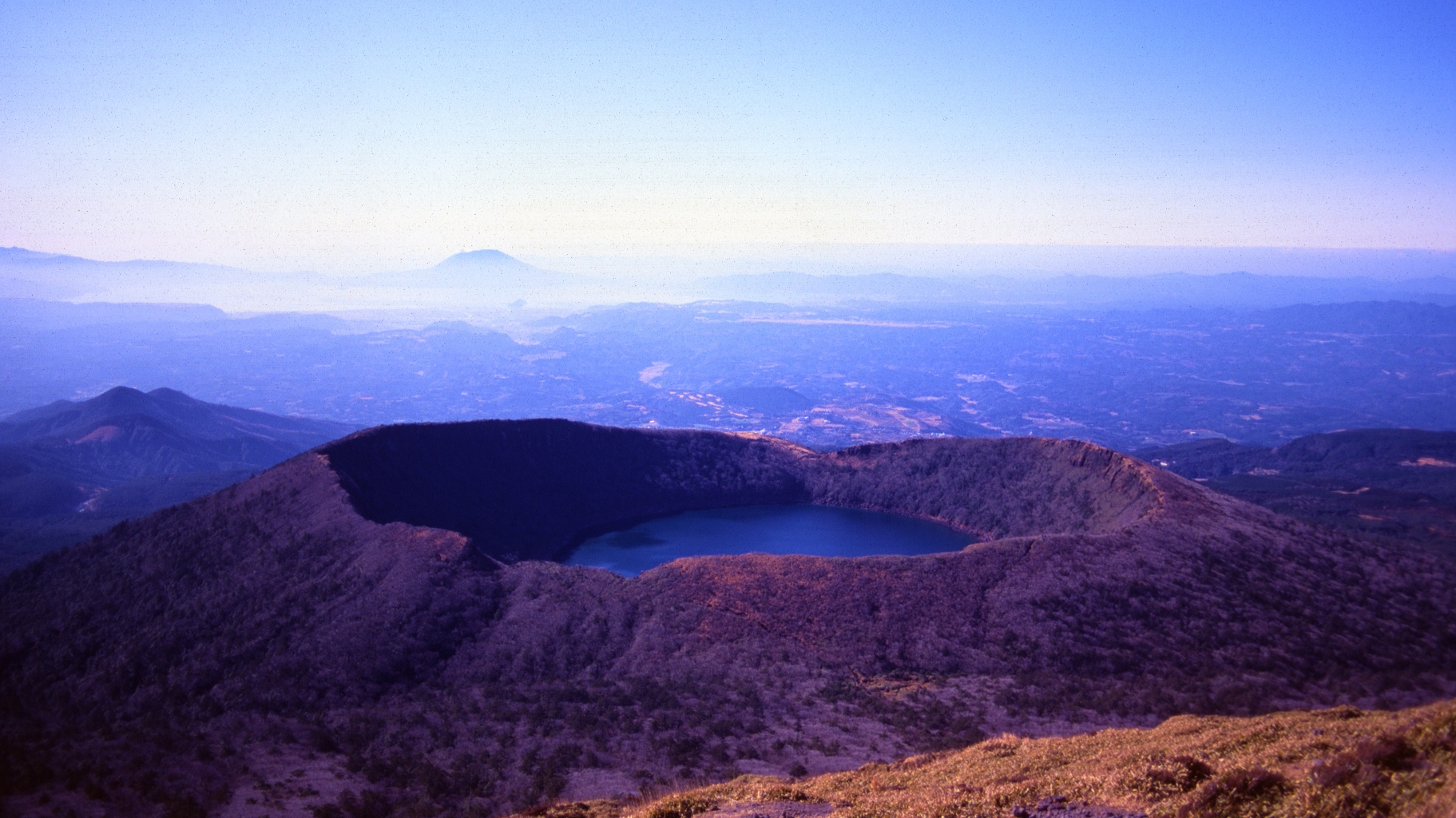
韓国岳からみた大浪池。遠くに桜島。
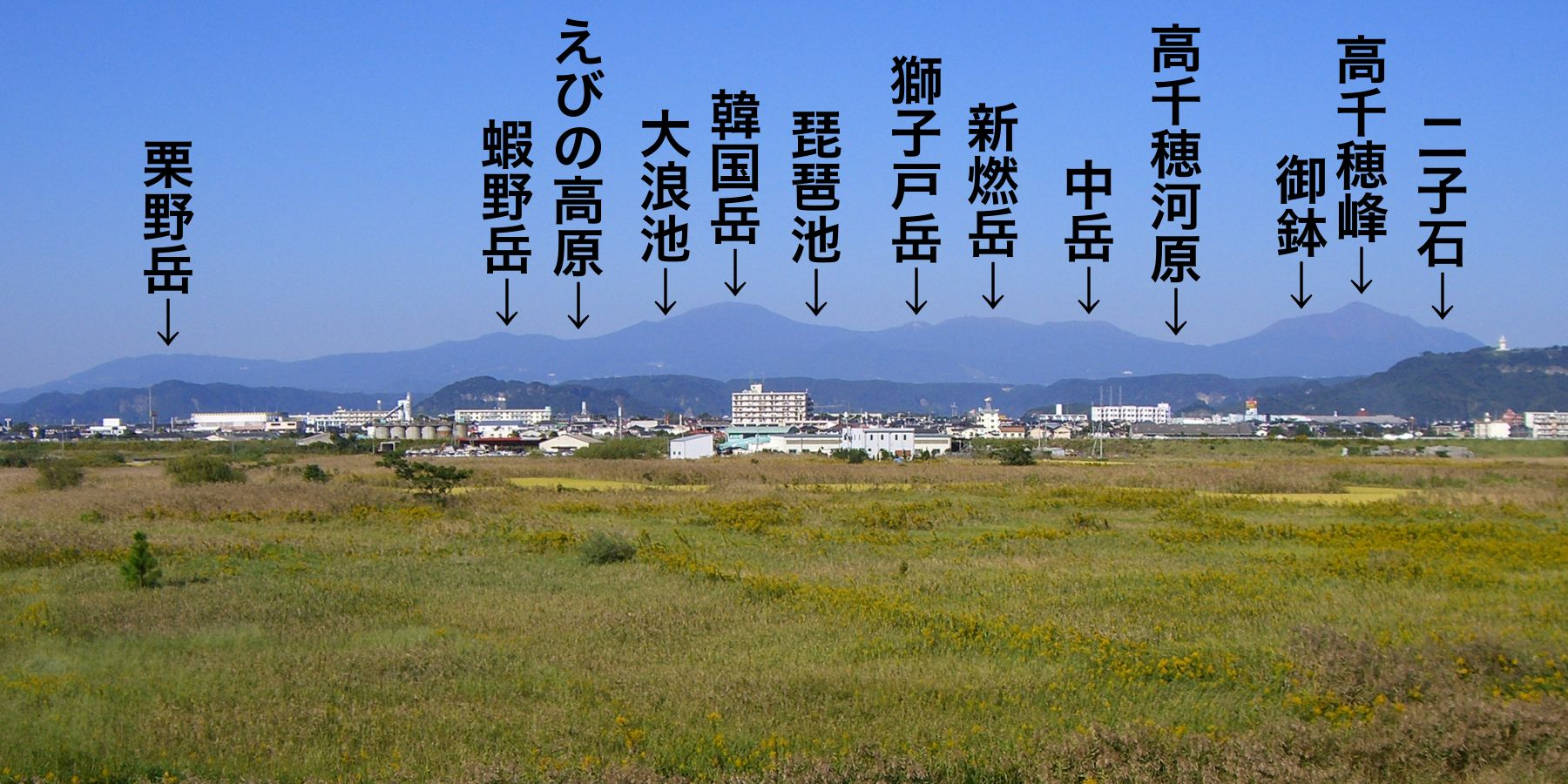
南方から見た霧島山

## その他

### 霧島山に関連する名称
- 元大相撲力士で最高位が大関だった霧島一博（現・陸奥親方）は、故郷の霧島山からちなんで名付けられた[要出典]。
- 日本の旧帝国海軍、及び海上自衛隊の船[注 4]
  - 霧島 (戦艦) 旧日本海軍の金剛型戦艦の四番艦
  - きりしま (護衛艦) 海上自衛隊のこんごう型護衛艦二番艦
- 商船三井さんふらわあのカーフェリー、さんふらわあ　きりしま
- きりしま (列車) 東京駅 - 西鹿児島駅間を運行した夜行急行列車「霧島」 、京都駅 - 西鹿児島駅間を運行した寝台特急列車「きりしま」、新大阪駅 - 西鹿児島駅間を運行した臨時寝台急行列車「霧島」を経て、2014年現在特急「きりしま」として宮崎駅 - 都城駅・西都城駅・鹿児島中央駅間、および国分駅 - 鹿児島中央駅間を、日豊本線・鹿児島本線経由で運行する特急列車の名称に使われている。

### 霧島山を舞台とした作品
- 007は二度死ぬ - 映画。実際に空撮ロケ等も行われている。
- 死都日本 - 霧島山を含む加久藤カルデラの破局的噴火を題材とした小説。
- カグツチ - 上記小説の漫画化。